# コサック

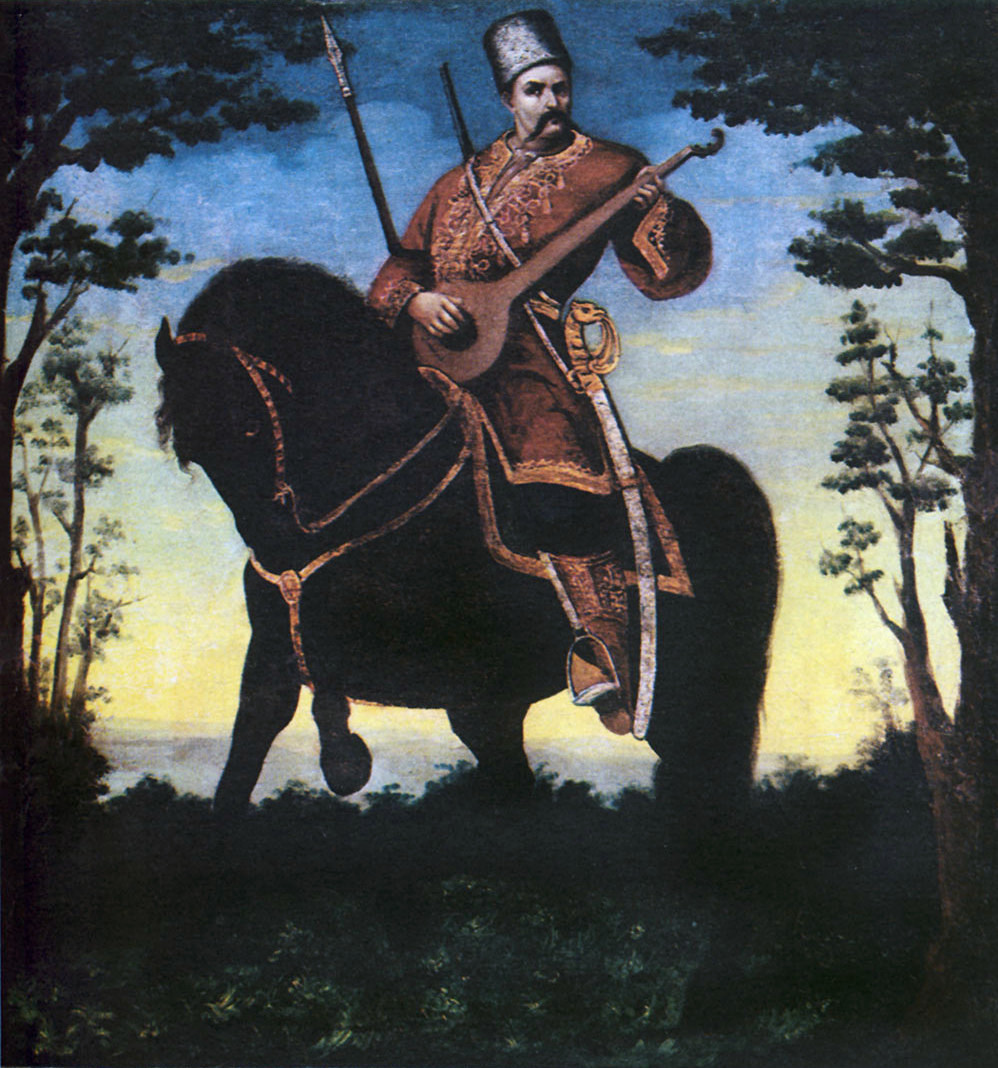
典型的なコサックのイメージを示すコサック・ママーイ

コサック（ウクライナ語: козак、ロシア語: казак、日本語では哥薩克とも表記)は、ウクライナやロシアに存在した軍事的共同体、およびその共同体に属した人々を指す語である。周囲の封建国家や遊牧民に対する防衛のため、一種の軍事共同体を組織した。特定の民族を示す語ではなく、テュルク系民族、タタール、スラブ人など様々な民族的出自の人々がその構成要素となった。
15世紀にはウクライナ中南部の「荒野」と呼ばれる草原地帯に住み着いていた。16世紀半ば以降、ドニエプル川の中流を中心とするザポロージャ地方やドン川の下流に根拠地を築き、それぞれザポロージャ・コサック（ウクライナ・コサック）およびドン・コサックと呼ばれた。

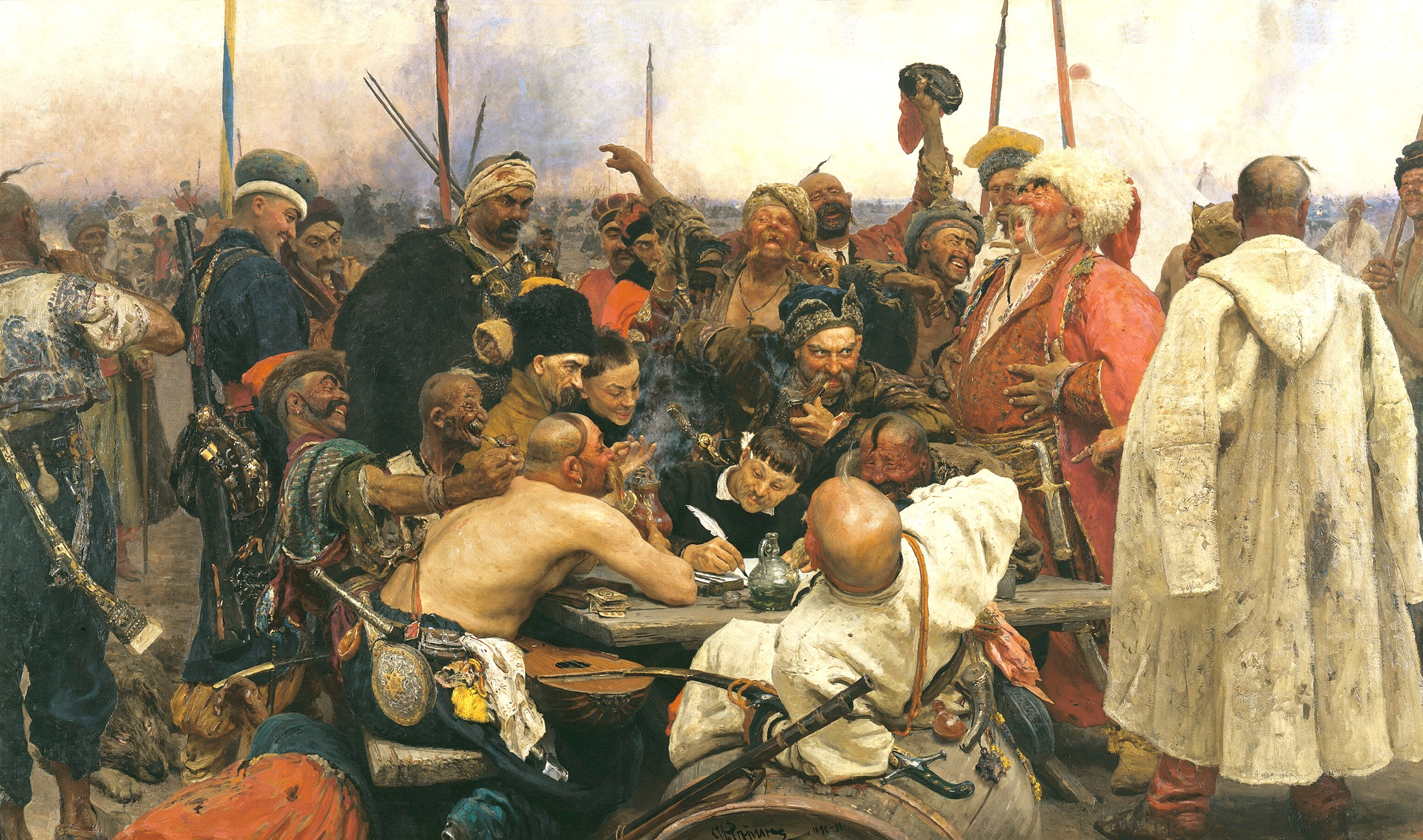
トルコのスルタンへ手紙を書くザポロージャ・コサック（イリヤ・レーピン、1880年-1891年）

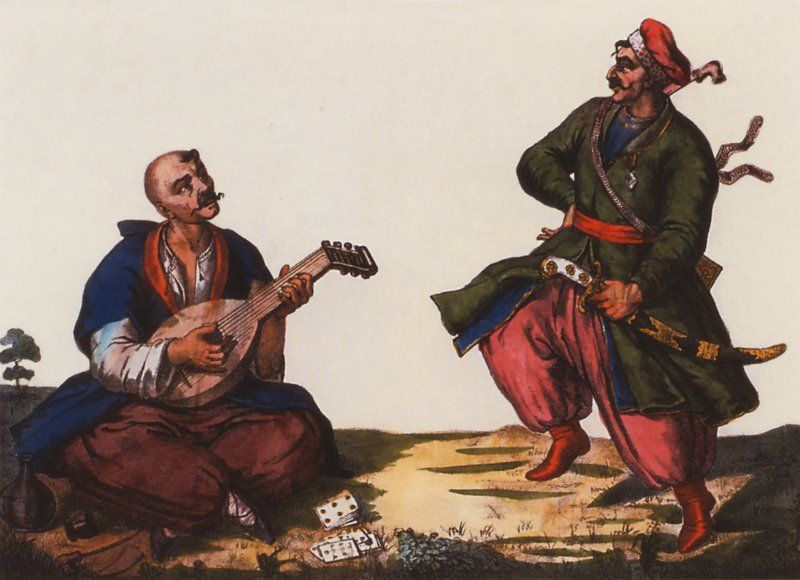
コサックの遊び（ティモフィ・カリンシキー、1786年）

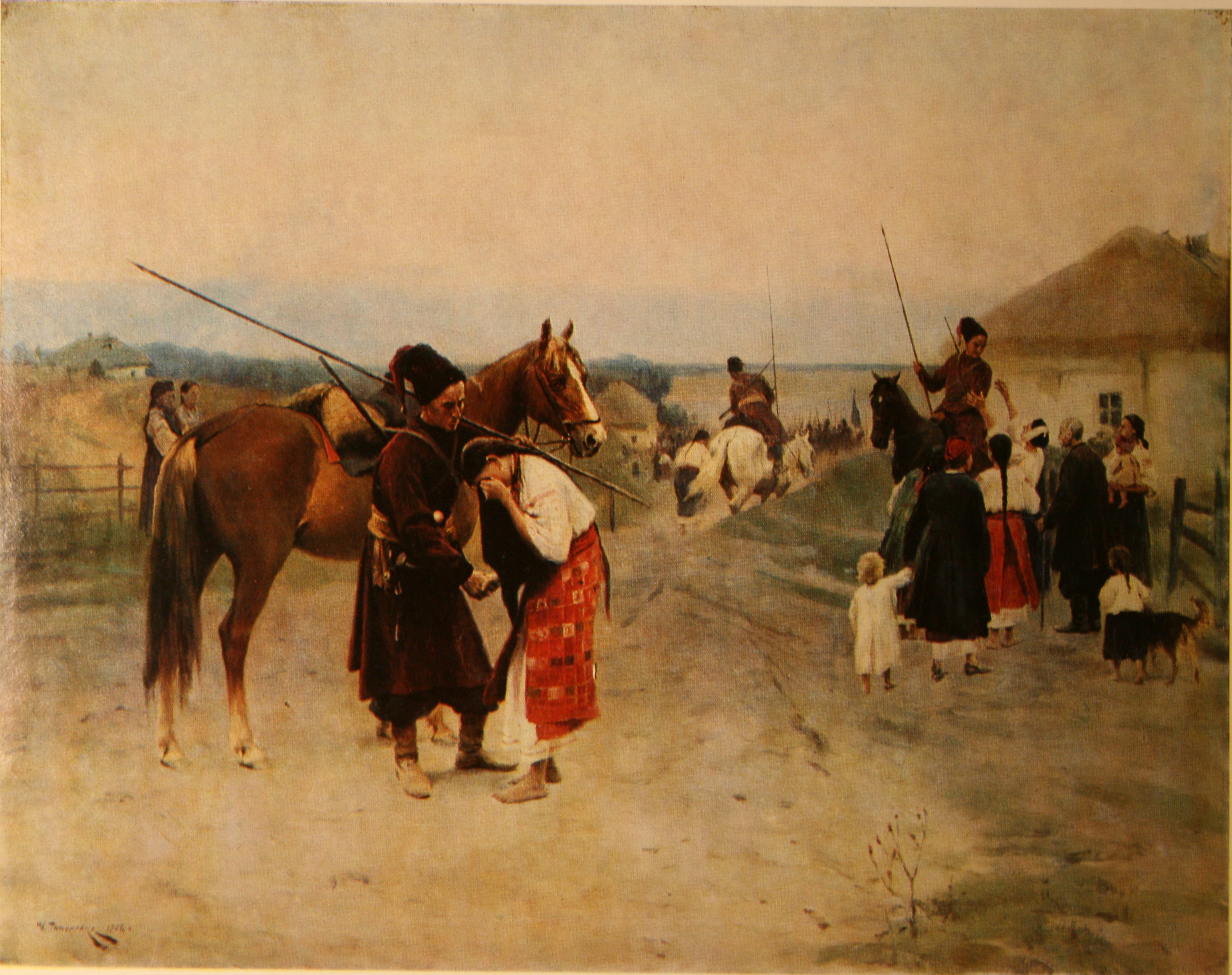
出陣へ（ニコライ・ピモネンコ、1902年）

当初のコサックは周辺国家に依存しない独立した集団であったが、16世紀以降ウクライナのザポロージャ・コサックはポーランド・リトアニア共和国、ドン・コサックはロシア・ツァーリ国に属し、軍務を提供する見返りに自治権を与えられた。コサックは自治権を守るためにしばしば保護国に対して叛乱を起こした。1648年のフメリニツキーの乱はウクライナにおけるザポロージャ・コサックの国家を誕生させ、ポーランド・リトアニア共和国の衰退を促した一方、ロシア帝国（帝政ロシア）の庇護を求める結果となった。18世紀、ザポロージャ・コサックはロシアからの離脱を図るもののこれに失敗し、18世紀末にロシア帝国によって廃止された。ドン・コサックによる反乱はいずれもロシアによって鎮圧され、結果ドン・コサックはロシアの体制に取り込まれた。
帝政ロシアはコサックを国境警備や領土拡張の先兵、国内の民衆運動の鎮圧などの任にあてた。19世紀以降、コサックはロシアにおいて貴族・聖職者・農民・商人とならぶ社会階級の一つとなり、税金免除と引き換えに兵役義務が課され、植民政策における開拓、国境防備、治安維持などに従事した。ロシア内戦中の1919年から1920年にかけては弾圧の対象となり、多数のコサックが離散した。
ソビエト連邦下でもコサック組織は禁止されていたが、ソ連の崩壊後は復興の傾向にあり、ウクライナやロシアで市民団体がコサックの復帰運動を行っている。現在、ウクライナ、ロシア、カザフスタン、アメリカなどにおいて「コサック軍」と名のるいくつかの組織が存在している。組織の活動はコサック文化振興から軍事支援までの広い範囲にわたっている。

## 語源
「コサック」は英語に基づく発音であり、英単語「Cossack」はフランス語の「Cosaque」に由来する。ウクライナ語では「козак」、ロシア語では「казак」であるが語源は諸説ある。
- クリミア・タタール語などのテュルク語の「Qazaq」（カザーク）に由来し、「自由の人」「冒険家」「放浪者」を意味している[6]。
- クマン語の「Cosac」（コザク）由来で、13世紀に作成されたクマン語の辞典『コーデクス・クマニクス（英語版）』によると「番」「警備」を意味する[7]。
- クマン語とクリミア・タタール語に由来し、「自由の人」「冒険家」「放浪者」「番人」「盗賊」「傭兵」などの多様な意味合いを持つ外来語である[8]。

これまでの研究によって否定された仮説には次のようなものがある。
- 中世後期のポーランドの歴史学者による、古代コサックの頭領であったコザークという人物の名前に由来するという説[9]。
- 近世のポーランドの学者による、ウクライナ語の「コザー」（山羊）に由来するとする説。理由は、コサックが山羊のように身動きが軽くて素早いこと[10]、また、コサックが野生の山羊を狩猟していたこと[11]からであるという。

## 歴史

### 起源
コサックの起源は明らかではない。現在のウクライナ東南部の草原地帯には、歴史的にスキタイ、サルマタイ、ハザール、クマン人、タタールその他多くの遊牧民族が去来していた。
最初期のコサックはタタールからの脱出者で構成されていたとする説がある。モンゴル史、中でもジューンガル史を専門とする宮脇淳子はコサックの起源について、ジョチ・ウルスの分裂後にロシア正教に改宗した遊牧民集団であろうと述べている。その根拠として「アタマン」はトルコ語で百人隊長、コサックの語源もトルコ語で「自分の部族から離れて自由行動を取った人々、冒険者」であり、モンゴル語史料ではドン川やヤイク川のコサック集団を長い間タタール遊牧民の名で呼んでいたことを挙げている。半遊牧生活を送り、狩猟漁労に長け、時に略奪行為を行っていた。
13世紀、ジョチ・ウルスの侵攻によってキエフ・ルーシが滅亡した後、ウクライナ東南部の草原地帯は荒れ果て人口が希薄化した。ジョチ・ウルスも14世紀末より衰退し始めクリミア・ハン国などの汗国に分裂し、草原地帯は遊牧民が跳梁した。このような背景から、この草原地帯は16世紀以降の文献で「荒野」とよばれることとなる。
1444年がコサックとしての文献初出で、リャザンの衛兵としてタタールと戦ったコサックとして登場している。
15世紀後半、モスクワ大公国、ポーランド、オスマン帝国といった封建国家から逃れてきた人々が「荒野」に移住した。
1500年頃にはオスマン帝国式の遊牧騎兵集団となったが、ドイツやスイスの傭兵、オランダやイギリスの水兵のようなヨーロッパ式「クルー文化」の特徴も有していた。
こうしてテュルク系民族、タタール、スラブ人など様々な民族的出自の人々がコサックを構成した。割合で言えばスラブ人が大多数を占めるとの研究結果がある。当初のコサックは、周辺国家に依存しない独立した集団であった。
15世紀後半以降、クリミア・ハン国はオスマン帝国の庇護を得て勢力を増していた。当時クリミア半島で奴隷の売買が盛んにおこなわれており、クリミア・ハンは奴隷の捕獲を目的としてたびたび「荒野」を襲撃した。

主要なコサック共同体はクリミアに近いドニエプル川、ドン川、ヴォルガ川、ウラル川周辺に存在していたため、ポーランド、モスクワなど周辺国家の政府は、防衛政策の一環として「荒野」の管理をコサックに任せる代わりに、自治を認めて武器や火薬、資金を提供するようになった。このような軍務提供集団として組織化された最初期のものがザポロージャ・コサックとドン・コサックであった。結果的にクリミア・ハンの度重なる襲来は、コサックの軍事力の維持、強化に一役買うこととなった。

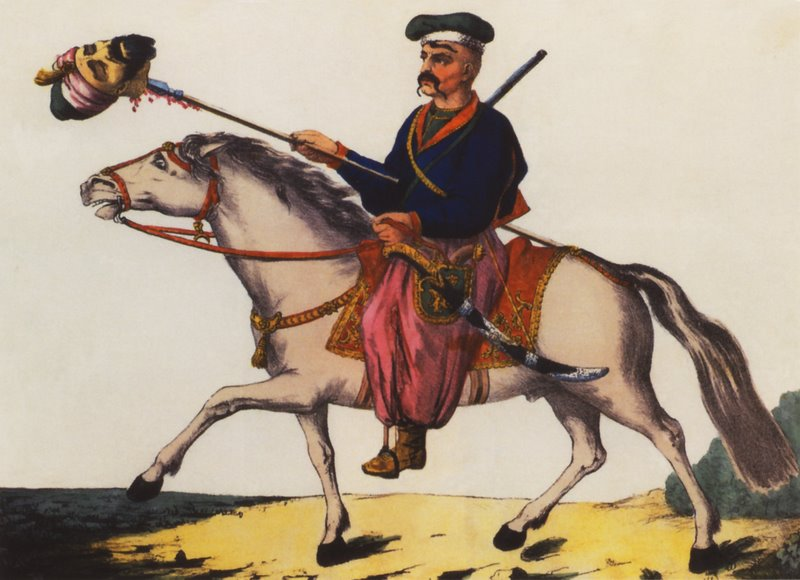
タタールの頸と共に凱旋するウクライナ・コサック（ティモフィ・カリンシキー、1786年の画像）。

### ウクライナ・コサック

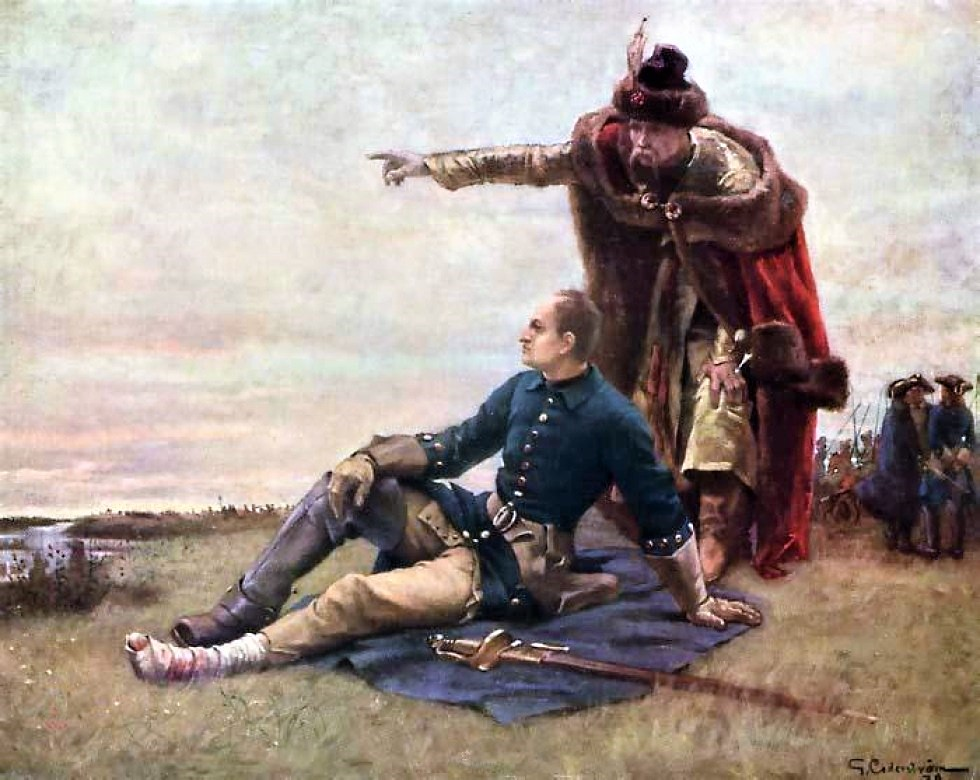
ポルタヴァの戦いに敗れたイヴァン・マゼーパとカール12世（グスタヴ・セーデルストレム、1879年）

現在のウクライナの地域にあったコサック集団はそこにあった町や村の数だけあったと言え、それらが基本的には互いに独立して西欧における小国家（ドイツ地域の王国、公国などのような）と同じような小共同体を形成していた。
16世紀初頭、ポーランドはドニエプル川周辺にあったコサック集団をまとめ、ザポロージャ・コサックを組織し南部の防衛を任せた。1552年、ルテニア系貴族のドミトロ・ヴィシネヴェツキは現在のザポリージャに近いドニエプル川のホールツィツャ島に最初のシーチを築いた。シーチの首領はオタマンと呼ばれた。
1558年にクリミア・タタール人によって破壊されたためシーチは移転再建された。以後シーチは破壊による移転再建をたびたび繰り返すこととなる。
1569年にポーランドとリトアニアの連合によるポーランド・リトアニア共和国が成立。1572年、コサックが政府に届け出ることによって地位や給与、土地の所有などの権利を保障する登録コサックの制度を開始した。すべてのコサックが登録を許されるわけではなく、最大2万人程度であった。支配者であるポーランド・リトアニアに対する反感もあり、1591年のコシンシキーに始まり、1594年のナリヴァイコほかコサックによる蜂起がたびたび発生し、登録コサックの人数が削減された。
1600年代、コサックを率いたペトロ・サハイダーチヌイはタタールとの戦いで戦果を挙げたほか、1621年のホティンの戦いではポーランド軍の主力を率いてオスマン帝国を撃破した。
1648年、ポーランド・リトアニアに対する蜂起を決意したボフダン・フメリニツキーはヘトマンに就任。クリミア・ハン国と同盟を結び、ジョーウチ・ヴォーディの戦いをはじめとする戦いに次々と勝利しポーランドからコサックの権利に関する大きな譲歩を勝ちとった。こうして1649年ヘトマン国家が樹立した。独立国家を手に入れたコサックであったが、その後も周囲の国家との争いが絶えることはなく、1654年に軍事的安定を求めロシア・ツァーリ国とペラヤスラウ協定を妥結しその保護下に入った。ロシアによる扱いが次第に厳しくなる中、1709年、ヘトマンのイヴァン・マゼーパはスウェーデンのカール12世と同盟しピョートル1世と戦い敗れた。1734年、最後のシーチとなるノヴァ・シーチが建設されたが、エカチェリーナ2世の時代、1775年にロシア軍によって破壊された。
1730年代以降、コサックは農民を率いてたびたびハイダマキ運動とよばれる蜂起を企てた。
ザポロージャ・コサックの残党は一部ドナウ川流域のオスマン帝国領へと逃れ、ドナウ・コサック軍として存続したが、19世紀のオスマン帝国との戦いの中でドナウ・コサックの拠点も破壊された。

### ロシア・コサック

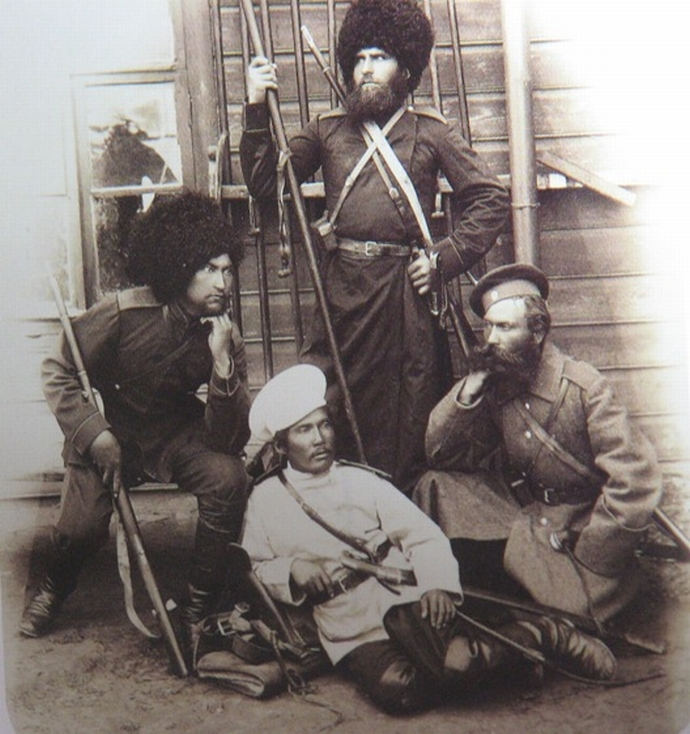
ロシアのアムール・コサック

ロシアのコサックは、古くは1444年の年代記にリャザンの衛兵としてタタールと戦ったコサックとして登場している。
1570年、雷帝イヴァン4世からの指示によって最初の正式のコサック軍ドン・コサックがドン川流域で組織された。ドン・コサックは成人男性の自由選挙で選ばれるアタマンによって率いられた。ロシア・コサックは帝政ロシアの領土拡張に積極的に利用された。16世紀に成立したコサック集団にはほかにヴォルガ・コサックがあった。
16世紀後半のドン・コサックの頭領イェルマークによるシベリア進撃はその後のシベリア・コサック編成およびシベリア開拓の端緒となった。
17世紀以降、イルクーツク、トムスク、ヤクーツク、ペトロパブロフスク・カムチャツキー、オムスク、ブラゴヴェシチェンスク、ハバロフスクなど、現代のウラル、シベリア、極東の主要都市の多くがコサックによって開発された。太平洋への到達に留まらず、1648年にはコサック探検家セミョン・デジニョフがアジア側から北米大陸を発見した。
1637年、ドン・コサックはザポロージャ・コサックとともに、オスマン帝国のアゾフ要塞（現・ロストフ州アゾフ）を攻略した。
17世紀、ロシアの農奴制強化に伴い増大した逃亡農民のコサック加入や、コサック内での階層分化の進展により貧民層コサックが増加し、政府に対する不満が高まった。1670年、ステパン・ラージンを首領とする大反乱が発生。皇帝・教会・商人の船を襲い、奴隷を解放しつつその勢力はカスピ海からヴォルガ川中下流域一帯に及んだ。1671年、ラージンは政府軍に捕えられ処刑された。
1671年以降、ロシアのコサックは帝国の階級制度に組み込まれ、ドン河畔の多くの要塞建設に携わった。
1707年、コサックの蜂起であるブラヴィンの乱が勃発。ロシアは鎮圧に成功したが、これを受けて翌1708年にコサックの自治権を剥奪した。
1773年にはドン・コサックのエメリヤン・プガチョフがウラル・コサックを率いて農民戦争プガチョフの乱を起こしたが、これもロシアにより鎮圧された。

### ロシア帝国下のコサック
1812年の祖国戦争では、侵攻するナポレオン軍をマトヴェイ・プラトフ率いるドン・コサックがロシア軍とともに迎え撃ち撃破した。
1860年、黒海コサック軍とカフカス防衛線コサックが合同しクバーニ・コサックが編成され、19世紀後半から20世紀初頭のロシアが関与した戦争に参戦した。同年カフカス防衛線コサックの一部がテレク・コサックとして成立している。
同時期、極東地域ではザバイカル・コサック、アムール・コサックが編成され、アムール川支流のビラ川やゼヤ川沿岸と周辺地域への入植開拓を進めた。
20世紀初頭の時点で存在していたコサックはアムール、アストラハン、ドン、ザバイカル、クバーニ、オレンブルグ、セミレチェンスク、シベリア、テレク、ウラル、ウスリーの各コサックであった。コサック人口は家族を含め300万人ほどで人口の2%強を占めていた。

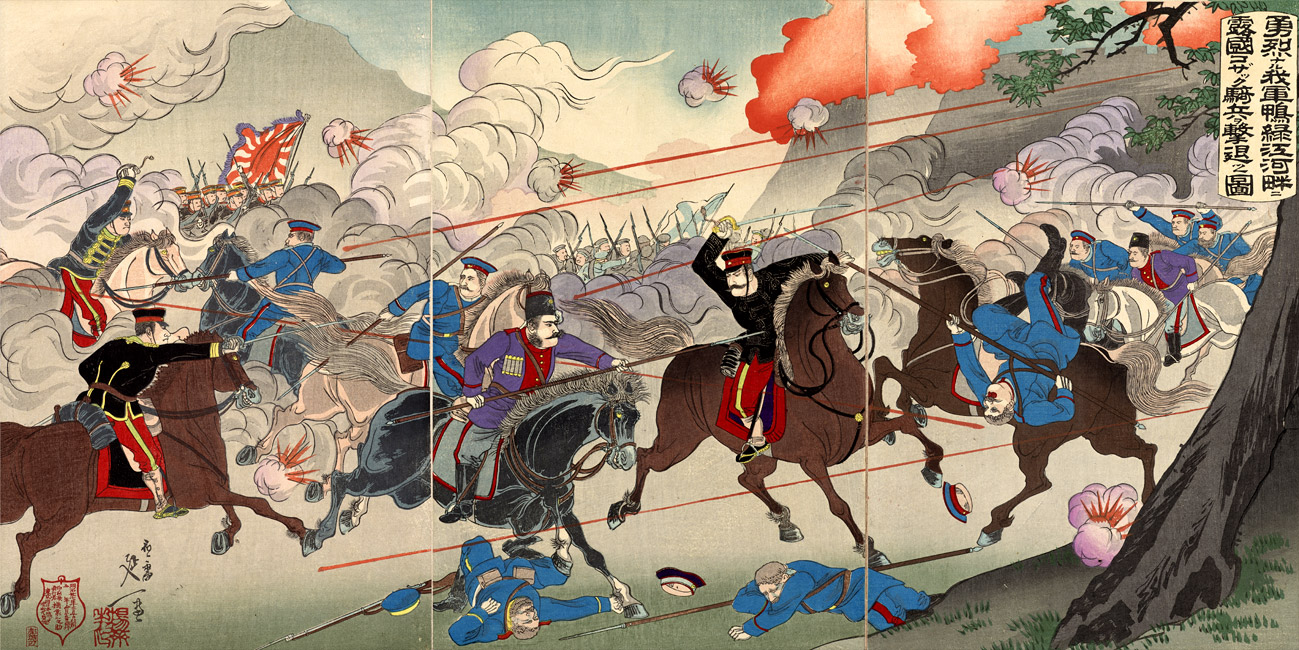
日露戦争中のコサック

### 日露戦争
1904年に日露戦争が勃発すると、ロシア帝国の極東に駐屯するアムール、ザバイカル、ウスリー、シベリアのコサック諸軍が動員された。1904年4月にザバイカル・コサックが戦線に出発し、それに続くシベリア・コサック師団（4連隊）、ウラル・コサック旅団（2連隊）、ウスリ・コサック連隊、クバーニ＝テレク・コサック混合連隊も戦地に赴いた。さらに7月にオレンブルク・コサック師団（4連隊）も加わった。コサックの諸部隊は、南満洲での鴨緑江会戦、遼陽会戦、沙河会戦などに参加したが、ロシア軍の司令官に判断力が不足していたため、コサックの騎兵は力を発揮することができなかった。ブリヤート人のコサック部隊がザバイカル・ コサック軍に編入され、旅順攻防戦や奉天会戦などに参加した。ブリヤート人は味方に日本人に間違えられたり、人種差別を受けたりしたという。
旅順攻防戦で活躍したロシア軍の司令官ロマン・コンドラテンコはウクライナ・コサックの家系出身であった。
1904年9月に第4ドン・コサック師団（4連隊）が戦地に到着し、それに続く1905年4月にカフカス・コサック混合師団（クバーニ・コサックの2つの連隊と、テレク・コサックの2つの連隊）ならびに第2クバーニ歩兵連隊（6大隊）が満州についた。パーヴェル・ミシチェンコ大将が率いるコサックの諸部隊は1904年12月に営口市を襲撃し、1905年1月に黒溝台会戦にも参加した。さらに、1905年2月にシベリア・コサックは17日にわたる奉天会戦にも参加した。5月から6月にかけて、ミシチェンコ大将のウラル・ザバイカル・クバーニ・テレクのコサック混合部隊は日本軍の陣地の背後を襲撃したが、戦況を変えることはできなかった。

### ロシア革命後のロシア・コサック
1917年のロシア革命後生じたロシア内戦はコサックの分裂を促した。ボリシェヴィキを支持するコサックもあれば白軍につくコサックもあり、寝返りも珍しくなかった。
1918年2月、クバーニ・コサックを中心としてクバーニ人民共和国が独立宣言。コサックの多くが反ボリシェヴィキの立場をとった。議会は白軍とも距離を置きウクライナ人民共和国との合流を目指したが5月の赤軍の進撃により消滅した。
ドン地域では1918年3月にボリシェヴィキ派のドン・コサックによりドン・ソビエト共和国が独立宣言。しかし5月に反ボリシェヴィキのドン・コサックによりドン共和国が建国され、ドン・ソビエト共和国は消滅した。ドン共和国は赤軍に敗北し消滅した。
ほかにボリシェヴィキに対して蜂起を起こしたコサックとしてアレクセイ・カレージン、ラーヴル・コルニーロフがいる。

### ウクライナでの動き
1917年3月、民族主義的組織中央ラーダが成立し、6月に自治を宣言した。
4月、自警組織自由コサックが出現。10月、ヘトマンの家系出身の軍人パヴロ・スコロパドスキーが首領に選出された。
1918年1月、中央ラーダは社会主義民族国家ウクライナ人民共和国として独立を宣言し、自由コサックは人民共和国の軍隊として機能した。これに対してボリシェヴィキはウクライナにおいて赤コサック軍を編成した。自由コサック、赤コサック軍ともソビエト・ウクライナ戦争に参加した。
1918年4月29日、占領ドイツ軍の策動のもと、スコロパドスキーは人民共和国中央ラーダの転覆に成功しウクライナ国建国を宣言、自身はヘトマンを名乗った。11月に第一次世界大戦が終結しドイツ帝国が崩壊すると、後ろ盾を失ったスコロパドスキーは政権の座を追われウクライナ国は倒れた。

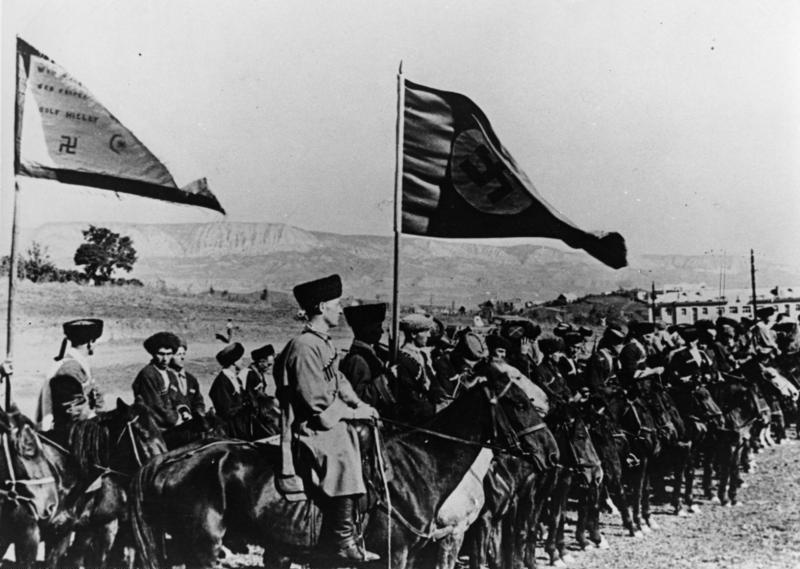
ドイツ国防軍のコサック部隊

### ソビエト連邦下のコサック
内戦中の1919年1月24日、ボリシェヴィキ政権はロシア国内のコサック指導者を抹殺する秘密指令を下しコサック根絶を進めた。赤軍とチェーカーの手により、多くのコサックが犠牲となった。1919年2月から3月の1か月間だけで8千人が殺害され、1919年から1920年にかけて30–50万人が殺害または国外追放されたとの報告がある。
内戦後、コサックは赤軍に参加することを禁じられていた。ナチス・ドイツの台頭と再軍備宣言など新たな戦争の兆候に備え、1936年にこの制限は撤廃された。コサック部隊が創設され、第二次世界大戦では東部戦線の主要な戦闘に参加した。
一方ナチス・ドイツもコサックを利用した。ボリシェヴィキ打倒や政治的な独立を目指すコサックはドイツ側についた。そのようなコサックにピョートル・クラスノフ、アンドレイ・シュクロらがいた。ドイツ占領下のクバーニやドン地域でコサック部隊が編成され、国防軍に組み込まれ、主にユーゴスラビアのパルチザンとの戦闘に派遣された。第二次世界大戦終結後、これらの造反コサックはソビエト連邦によって処刑あるいは収容所送りとなった。

### 戦後のコサック
ソビエト連邦時代には禁止されていたコサック組織は、ペレストロイカが始まると復活し始めた。1990年、ロシアコサック連合が設立された。その翌年にはロシア・ロストフ州、ウクライナのドネツィク州、ルハンスク州のコサックを統合した南ロシア・コサック連合が設立された。
1992年6月、ボリス・エリツィン大統領は、コサックの復興についての大統領令を出した。
1992年のトランスニストリア戦争、1993年のアブハジア戦争にコサックの参加が確認されている。ロシア正規軍への志願ではなく義勇兵として戦地に赴くことに特徴がある。
1995年8月、ロシア連邦はコサックをロシア司法省管轄下に置く登録コサック制度を開始した。
1996年1月、北カフカーズ軍管区第58軍第135機動旅団に第694機動ライフル大隊が創設され、ロシア連邦軍で唯一の公式なコサック集団となった。この大隊は800人で構成され、第一次チェチェン紛争に参加した。1996年6月までに第694大隊は解散した。
ウラジーミル・プーチンが政権に就いて以降、コサックを「愛国者」の象徴とし、青年将校育成に利用する動きがある。
2003年、プーチン大統領は、コサックの復興と発展に関する大統領令を出した。
2013年、大統領府のコサック問題評議会は、コサックが警察と一緒に治安維持にあたることを許可した。例として、2014年のソチ冬季オリンピックの際、コサックは警察の街頭パトロールに協力した。同年のロシアによるクリミア併合の際に出動したコサックは、その後ロシア政府から表彰を受けた。
ロシアの国勢調査によると、2002年で140,028人、2010年で67,573人がコサックとされている。

## 文化

### ホパーク
ホパークは、ウクライナ・コサックの踊りに由来するウクライナの伝統舞踊である。日本ではコサック・ダンスとして知られている。ホパークの主な要素には、しゃがんで順番に片足を前に突き出したり、高く跳躍して両足を水平に開いたりするものがある。そのほか、勇敢なコサックの技量を示すさまざまなトリックや宙返りがある。

### 歌曲
2016年、ウクライナのドニプロペトロウシク州に伝わるコサック民謡がユネスコの無形文化遺産に登録されており、戦争の悲劇や兵士の心情を歌ったものが特徴である。

### 人形劇
コサック時代（17世紀～18世紀）には、移動式人形劇『ベルテプ』がウクライナの農村や都市で広まり、主にキリスト降誕劇などの宗教劇が上演された。一部の公演では、コサック文化の影響を受けた世俗的な物語や風刺が取り入れられ、コサックの英雄譚が題材として含まれた可能性がある。

## コサックの著名人
- イェルマーク - ロシア・コサックの長。ロシアの富豪ストロガノフ家に雇われシビル・ハン国に侵攻。自身はシビル・ハン国滅亡の前に戦死した[34]。
- ペトロ・サハイダーチヌイ - ウクライナ・コサックの頭領、コサック海軍の開祖。
- ボフダン・フメリニツキー - ウクライナ・コサックの頭領、フメリニツキーの乱の指導者。
- スチェパン・ラージン - ドン・コサック軍の長。ラージンの乱の指導者。
- イヴァン・マゼーパ - ウクライナ・コサックの頭領。大北方戦争中にスウェーデンに寝返ってロシアと戦った。ピョートル・チャイコフスキーのオペラ「マゼッパ」（1884年）に描かれている。また、フランツ・リストも「マゼッパ」で題材にしている。
- エメリヤン・プガチョフ - コサックの長。プガチョフの乱の指導者。
- グリゴリー・セミョーノフ - ザバイカル・コサックの長。ロシア革命後のロシア内戦時代、反革命勢力に与して戦い、日本軍に協力した。
- セルゲイ・ジャーロフ - ドン・コサック軍の副官であった。1921年1月、ジャーロフはトルコの捕虜収容所にいたコサックやロシア人難民を集め、ドン・コサック合唱団を結成した。この合唱団は西欧、米国や日本にて高い人気を得た。

## コサックに関連する事物
- 『静かなドン』- ドン・コサックを描いたミハイル・ショーロホフの小説
- 『タラス・ブーリバ』- ロシアの小説家ニコライ・ゴーゴリによる小説
- 『クバンのコサック』 - ソビエト連邦の映画
- コサック - 旧ソビエト連邦で建造された航空機An-225ムリーヤのNATOコードネーム[86]
- コサック - イギリス海軍のトライバル級駆逐艦[87]
- コサック（ウクライナ語版、英語版） - ウクライナのコンピュータゲーム。フランス軍がロシア帝国に侵攻し、ロシア帝国の支配に対するウクライナの民族主義の盛り上がっていたナポレオン時代を背景に作られている。2005年の愛知万博のウクライナ館でも宣伝された[88]。
- 『コサック』 - ウクライナのアニメ・シリーズ
- 映画「007」シリーズ第17作『007 ゴールデンアイ』（1995年）に登場するアレック・トレヴェルヤンはコサック出身の孤児という設定であった。
- 東映制作のスーパー戦隊シリーズ『バトルフィーバーJ』には、ユーラシアを代表する戦士として、南ロシア・中央アジアにゆかりがあり、コサック・ダンスを応用した技を持つバトルコサックが登場する。
- カプコンのコンピュータゲーム『ロックマン4 新たなる野望!!』に、ロシア出身の科学者である、Dr.コサックが登場する。